# アートヴィレッジ大崎セントラルタワー
アートヴィレッジ大崎セントラルタワー（英: Art Village Osaki Central Tower）は大崎副都心に所在するオフィスビルである。大崎駅東口に2006年に竣工した。山手線、東海道線、湘南新宿ラインが経由する大崎駅と大崎駅東口の歩道で連結され、歩道の最も奥にある。大崎副都心の中核を成すビルであるため、竣工後、大手企業が多数入居した。また1階のみ、ビル利用者のためのレストラン等が入居している。その名の通り、インゲス・イデー（de:Inges Idee、ドイツ）／クリスチャン･メラー（ドイツ）／ヨアヒム･ザウター（ドイツ）／モーリス・ヨーステン（オランダ）／吉水浩（日本）などのアート作品が設置されている。また、多くのテレビドラマにおいて、ロケ地として使われている。エントランスホールのエスカレーターを昇った所にあるイベントスペースでは「音楽の泉コンサート」と称して、ほぼ毎月のようにクラシック音楽の定期演奏会が行われている。テレビドラマのロケ地としても多数の利用実績がある（#ドラマロケを参照のこと）。

## 画像ギャラリー

エントランスと通路
エントランス
エントランスのビル名表示
エントランス前オブジェ（木戸修／スパイラルリング）
エントランスと通路（夜間）
ビル全景と歩道橋（夜間）
ビル全景と広場（夜間）
ビル前広場からセントラルタワーに向かって1つずつ点灯する青い光

## 入居企業
主な傾向として、BtoBに強みを持つ大手企業が入居している。その中でも比較的IT企業が多い。
入居企業は、
- 伊藤忠テクノソリューションズ
- フューチャー／フューチャーアーキテクト／東京カレンダー／ジークスタースポーツエンターテインメント
- 日本アクセス
- ワークポート
- 日立システムズ
- ザイリンクス
- 新光商事
- トピー工業
- シスメックス
- 理研ジェネシス
- 公益財団法人中谷電子計測技術振興財団
- フリー株式会社

など。

## ドラマロケ地としての利用
2007年1月の開業直後から継続的に、日本のキー局が放送する多数のテレビドラマが「首都圏のオフィスビル」の典型として当ビルを利用している。都内では新興の一等地でもあるため、大企業や有名スタートアップ企業の本社としての撮影が多い。下記には主な作品の年表を載せるが、当ビルを利用したテレビドラマの数は判明しているだけでも、ビル開業から14年間で30作品以上と膨大であり、他にも利用したテレビドラマが多数存在する。
ロケ撮影を行う際は事前の許可を取る必要があり、撮影時にも警備員の立ち会いが必須となる。当然のことながら撮影の日時と場所についての情報は非公開である。

### 2007年
- 日本テレビドラマ『ホタルノヒカリ』[7]
- TBSドラマ『ハタチの恋人』[8]

### 2008年
- フジテレビドラマ『あしたの喜多善男』[9]
- フジテレビドラマ『絶対彼氏～完全無欠の恋人ロボット～』[10]
- フジテレビドラマ『セレブと貧乏太郎』[11]
- TBSドラマ『猟奇的な彼女』[12]
- TBSドラマ『Around 40～注文の多いオンナたち～』[13]

### 2009年
- テレビ朝日ドラマ『マイガール』[14]
- 日本テレビドラマ『サムライ・ハイスクール』[15]
- 日本テレビドラマ『働くゴン！』[16]
- フジテレビドラマ『東京DOGS』[17]
- TBSドラマ『スマイル』[18]

### 2010年
- 日本テレビドラマ『ホタルノヒカリ2』[19]
- 日本テレビドラマ『黄金の豚 -会計検査庁 特別調査課-』[20]
- テレビ朝日ドラマ『天装戦隊ゴセイジャー』[21]
- テレビ朝日ドラマ『エンゼルバンク～転職代理人』[22]
- フジテレビドラマ『GOLD』[23]

### 2011年
- 日本テレビドラマ『家政婦のミタ』[24]

### 2012年
- フジテレビドラマ『PRICELESS～あるわけねぇだろ、んなもん！～』[25]
- フジテレビドラマ『リッチマン、プアウーマン』[26]
- フジテレビドラマ『ストロベリーナイト』[27]

### 2013年
- 日本テレビドラマ『でたらめヒーロー』[28]
- フジテレビドラマ『リッチマン、プアウーマンinニューヨーク』[29]
- フジテレビドラマ『Oh,My Dad!!』[30]
- テレビ東京ドラマ『東京トイボックス』[31]
- TBSドラマ『空飛ぶ広報室』[32]

### 2014年
- テレビ朝日ドラマ『匿名探偵』[33]
- テレビ朝日ドラマ『緊急取調室』[34]
- TBSドラマ『アリスの棘』[35]

### 2015年
- 日本テレビドラマ『エンジェル・ハート』[2]
- 日本テレビドラマ『永遠のぼくら sea side blue』[36]
- テレビ朝日ドラマ『相棒season14』[2]
- テレビ朝日ドラマ『天使と悪魔-未解決事件匿名交渉課-』[2]
- テレビ朝日ドラマ『DOCTORS 3 最強の名医』[37]
- フジテレビドラマ『銭の戦争』[2]
- フジテレビドラマ『探偵の探偵』[38]

### 2016年
- TBSドラマ『私結婚できないんじゃなくて、しないんです』[2]

### 2017年
- テレビ朝日ドラマ『オトナ高校』[2]
- テレビ朝日ドラマ『就活家族～きっと、うまくいく～』[2]

### 2018年
- TBSドラマ『わたし、定時で帰ります。』[2] - 1階のエントランスロビーで撮影
- テレビ東京ドラマ『ラストチャンス 再生請負人』[2]
- テレビ東京ドラマ『ヘッドハンター』[2]
- 日本テレビドラマ『獣になれない私たち』[39]

### 2019年
- NHK総合ドラマ『これは経費で落ちません！』[40]

### 2020年
- TBSドラマ『私の家政夫ナギサさん』 - 1階のターニーベーカリーカフェで撮影[41][42]

### 2021年
- フジテレビドラマ『推しの王子様』 - 建物横の目黒川の遊歩道で撮影[43]

### 2022年
- フジテレビドラマ『競争の番人』[44]